# بوصير جلعادي
البوصير الجلعادي (باللاتينية: Verbascum gileadense) نوع نباتي يتبع جنس البوصير من الفصيلة الغدبية.

## الموئل والانتشار
موطنه بلاد الشام.